# Trichodezia leechi
Trichodezia leechi är en fjärilsart som beskrevs av Inoue 1946. Trichodezia leechi ingår i släktet Trichodezia och familjen mätare. Inga underarter finns listade i Catalogue of Life.